# Alandia
Alandia er et gammelt navn for Ålandsøerne, og mange virksomheder på Åland har derfor ordet Alandia i deres navn. Det gælder f.eks. Bonnier Alandia.